# Óscar de los Santos
Óscar Joe de los Santos Píriz (San Carlos, 17 de febrer de 1962) és un polític uruguaià pertanyent al Front Ampli. És l'actual intendent del departament de Maldonado.
Va guanyar les dues últimes eleccions municipals, les del 2005 i les del 2010, per la qual cosa repeteix mandat per a un nou període de cinc anys que acabarà el 2015. De los Santos és, així mateix, el primer intendent del Front Ampli – coalició política d'esquerra – que governa el departament.